# Rioja, Almería
Rioja là một đô thị thuộc tỉnh Almería, ở cộng đồng tự trị Andalusia, Tây Ban Nha. Đô thị này có diện tích 36 km², dân số năm 2005 là 1329 người.

## Biến động dân số
| 1999  | 2000  | 2001  | 2002  | 2003  | 2004  | 2005  |
| ----- | ----- | ----- | ----- | ----- | ----- | ----- |
| 1,186 | 1,191 | 1,199 | 1,213 | 1,213 | 1,278 | 1,329 |

Nguồn: INE (Tây Ban Nha)